# Distretto di Viengthong (Bolikhamxai)
Il distretto di Viengthong è uno dei sei distretti (mueang) della provincia di Bolikhamxai, nel Laos. Ha come capoluogo la città di Viengthong.